# Piloto de teste

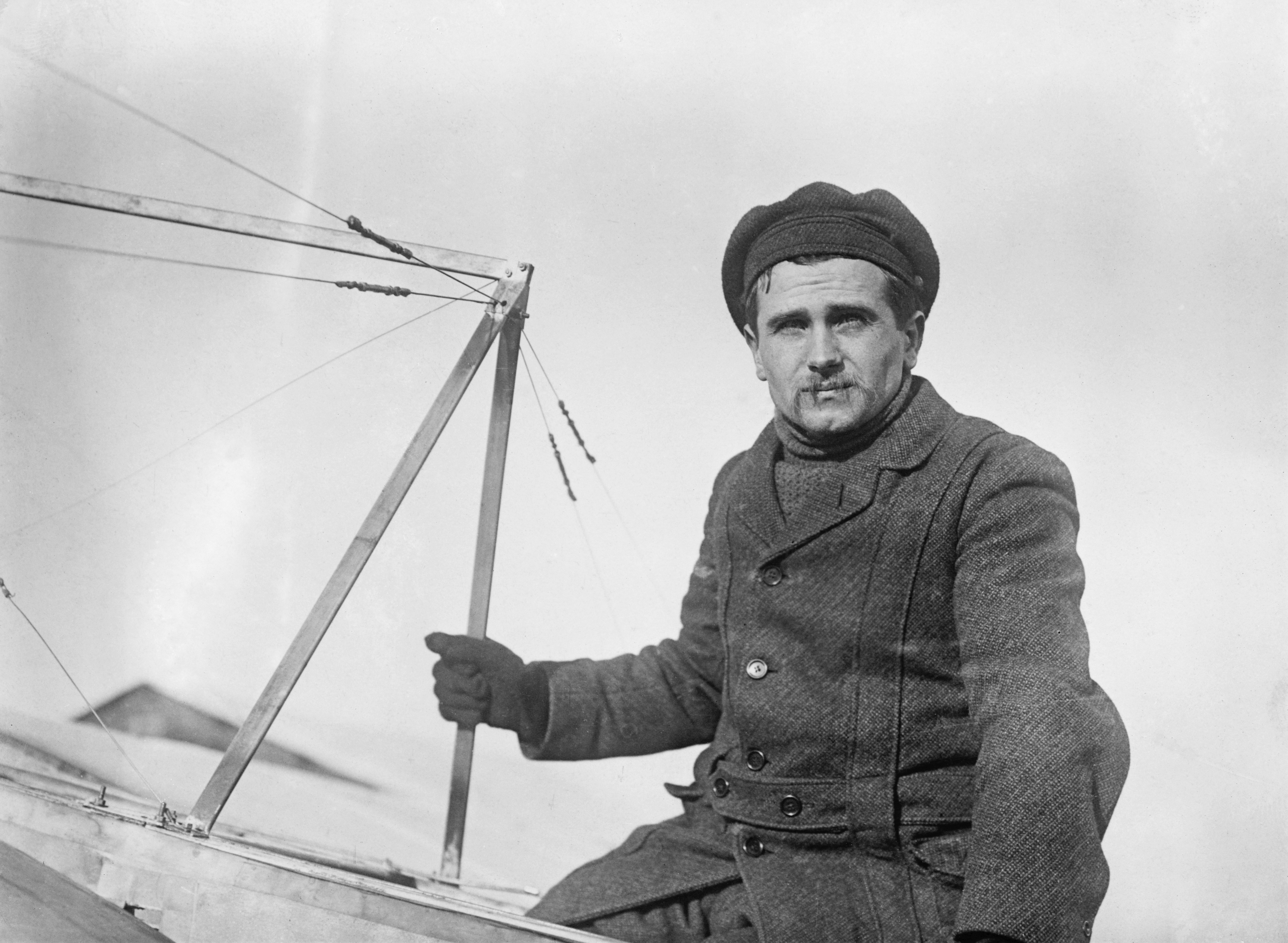
Léon Lemartin, o primeiro piloto de testes profissional do mundo, sob contrato com Louis Blériot por volta de 1910

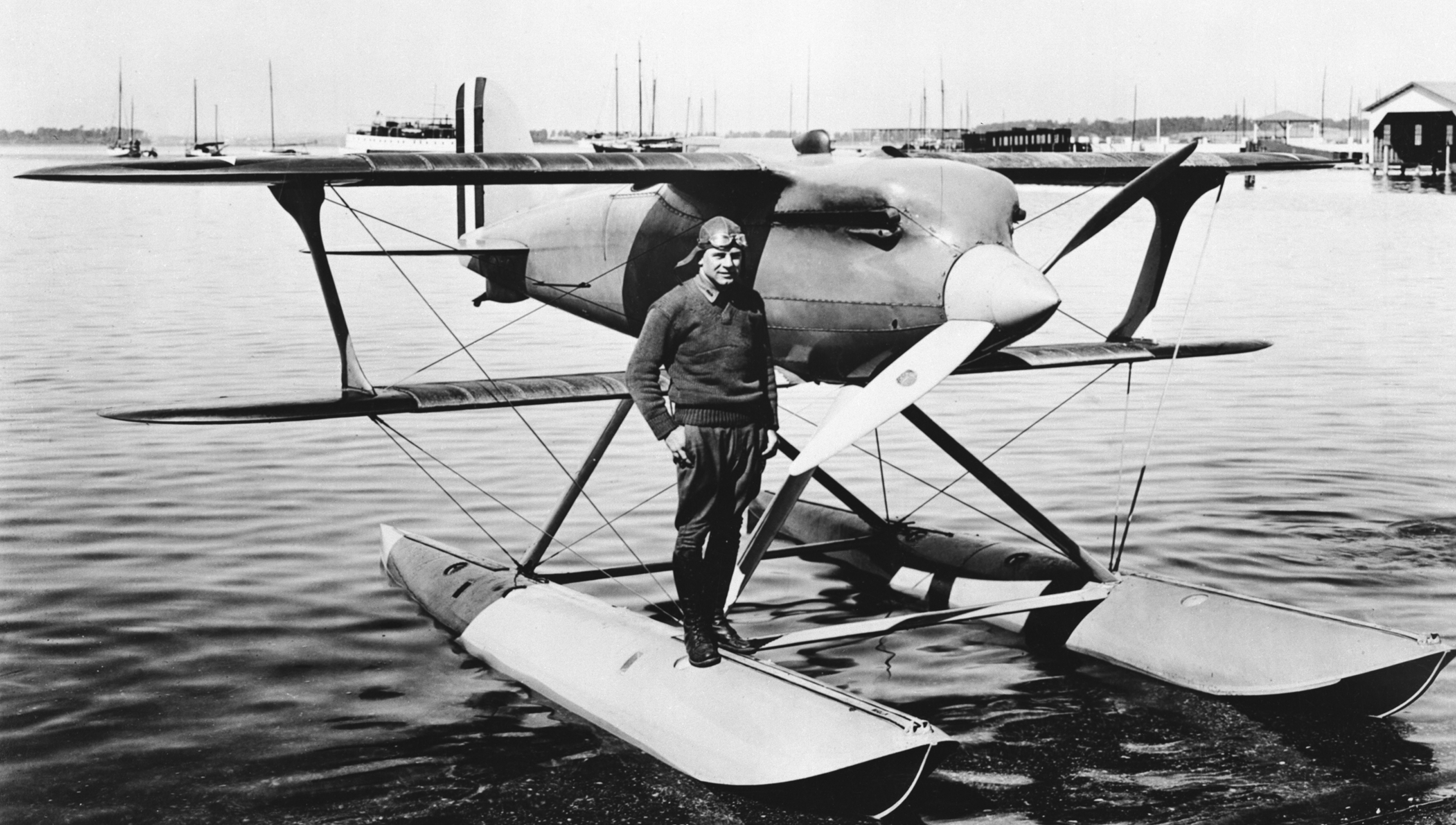
Jimmy Doolittle em 1928 com seu Curtiss R3C-2, por volta da época em que pioneirou o voo por instrumentos

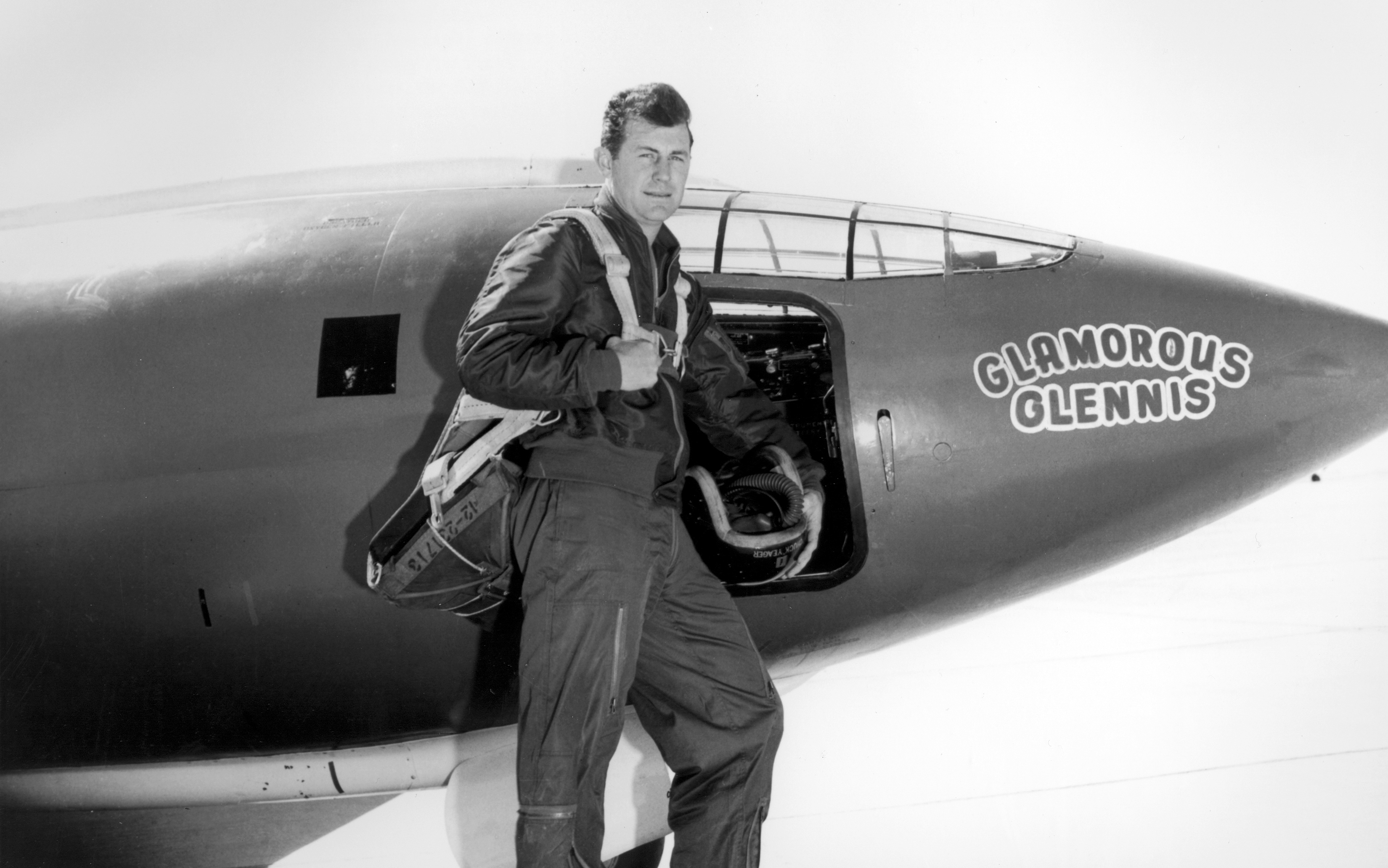
Chuck Yeager e o Bell X-1, primeiro piloto de testes a quebrar a barreira do som a Mach 1 em 1947

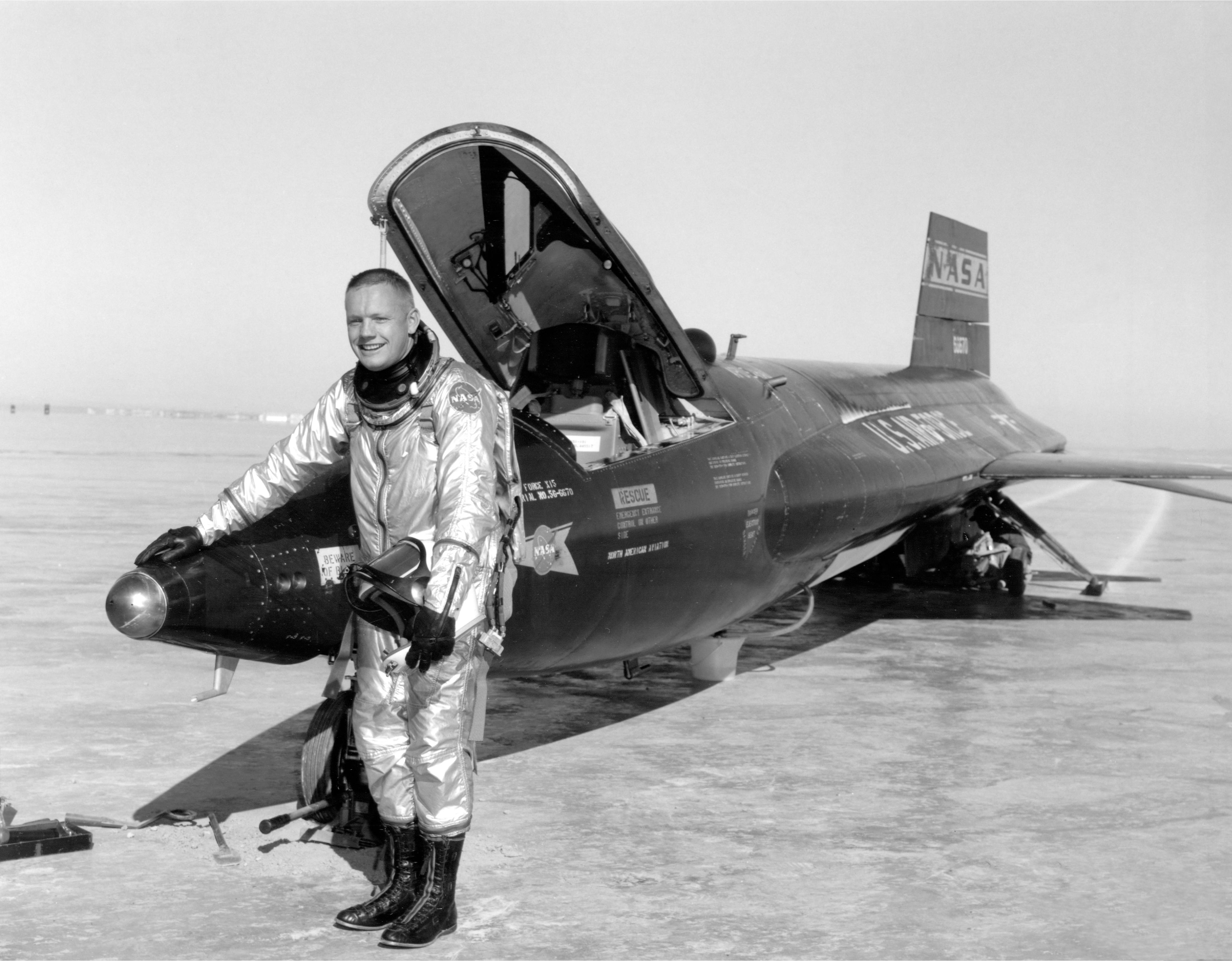
Neil Armstrong e o North American X-15 após um voo de teste de pesquisa em 1960

Piloto de teste é a designação de um aviador, que efetua voos em aviões novos e modificados, realizando manobras específicas conhecidas como técnicas de teste de voo, permitindo que os resultados das manobras sejam mensurados e o projeto da aeronave avaliado.